# Żywy Pomnik Arena
Żywy Pomnik ARENA – rzeźba plenerowa autorstwa Jerzego Beresia znajdująca się na Wyspie Piasek we Wrocławiu. Rzeźba była jednym z projektów przeznaczonych dla przestrzeni miejskiej przygotowanych z okazji Sympozjum Plastycznego Wrocław '70. Inną rzeźbą, zrealizowaną we Wrocławiu według projektów z Sympozjum, jest Krzesło wykonane według projektu Tadeusza Kantora.

## Kompozycja
Centralną częścią kompozycji jest drzewo wkopane korzeniami do góry pośrodku kolistego placu, którego jedna połowa jest pokryta asfaltem, a na drugiej porośniętej trawą rośnie sześć młodych drzewek. Całość otacza krąg ławeczek parkowych, a jedna umieszczona jest centralnie, jako miejsce kontemplacji. Według oryginalnego projektu autora ukończona rzeźba wystające korzenie drzewa ma pomalowane na zielono, który to motyw powinno się odnawiać co roku, w okresie gdy młode drzewka wokół wypuszczają liście.

## Historia
Projekt rzeźby został przygotowany na Sympozjum Plastyczne Wrocław '70, jednak mimo obietnic władz nie został on, podobnie jak pozostałe, wtedy zrealizowany. 20 października 1972 roku, z okazji odbywającego się w mieście V Festiwalu Kultury Studentów Polski Ludowej, rzeźbę w okrojonej wersji (bez kolistego, dwudzielnego placyku) ustawili na Wyspie Piaskowej studenci. Składała się ona z zasadzonego korzeniami do góry drzewa, otoczonego ławeczkami i z posadzonymi obok młodymi drzewkami. Niedługo potem instalacja została zniszczona przez wandali, którzy zniszczyli drzewka i ławeczki, redukując projekt do samego drzewa. W tej postaci rzeźba przetrwała do 1983 roku, kiedy to została usunięta z wyspy, by zrobić miejsce na tymczasowe lądowisko dla śmigłowca, w którym miał przylecieć odwiedzający miasto papież Jan Paweł II, który jednak dotarł inną drogą. Rzeźba, wciąż w okrojonej wersji, wróciła na swoje miejsce po 10 latach, dzięki staraniom Wojciecha Stefanika i Zbigniewa Makarewicza. Projekt zrealizowano w całości w roku 2010, gdy stworzono kolisty plac, zasadzono drzewka, a całość otoczono ławeczkami z jedną wstawioną w centrum. Ukończoną rzeźbę w obecności autora odsłonięto uroczyście 26 kwietnia 2010 roku z okazji 40. rocznicy Sympozjum Plastycznego Wrocław '70. Inwestorem realizacji rzeźby był Zarząd Zieleni Miejskiej we Wrocławiu. Ostateczny kształt według pierwotnego zamysłu autora rzeźba uzyskała 1 kwietnia 2011 roku, kiedy to korzenie zasadzonego do góry nogami drzewa zostały pomalowane na zielono, czemu towarzyszyła akcja powitania wiosny.
Od tego czasu co roku na wiosnę odbywa się akcja odmalowania korzeni drzewa. W latach 2013–2018 wydarzenie to organizowane było przez studentów i wykładowców katedry Mediacji Sztuki, Wydziału Malarstwa i Rzeźby Akademii Sztuk Pięknych im. Eugeniusza Gepperta we Wrocławiu. W roku 2019 za organizację odpowiadała Galeria Entropia we współpracy z Fundacją im. Marii Pinińskiej-Bereś i Jerzego Beresia.

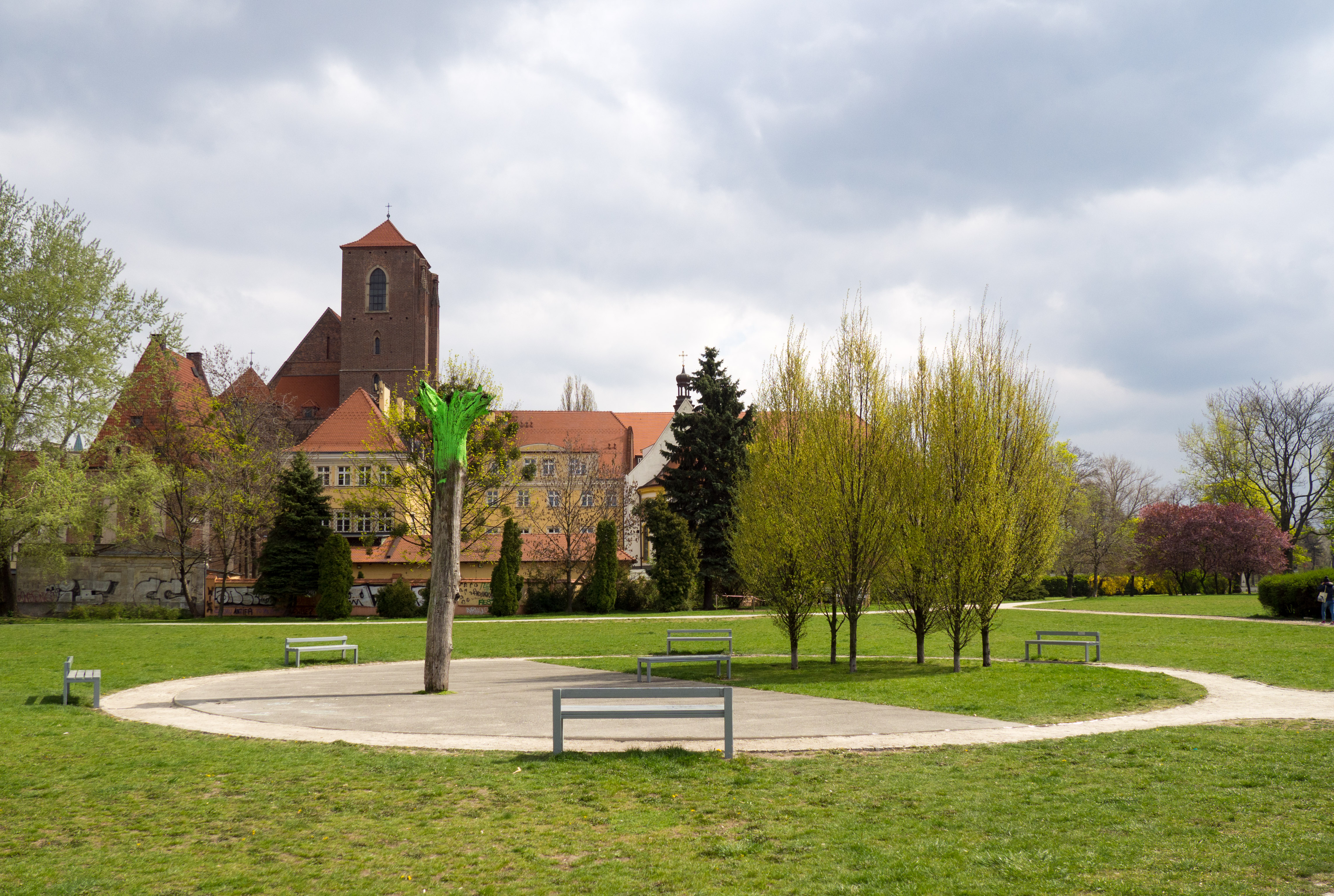
Żywy Pomnik ARENA Jerzego Beresia po corocznej akcji odmalowaniu korzeni na zielono (wiosna 2019)